# Coupe Spengler 1981
Navigation
Édition précédente Édition suivante
La Coupe Spengler 1981 est la 55e édition de la Coupe Spengler. Elle se déroule en décembre 1981 à Davos, en Suisse.

## Règlement du tournoi
Les équipes sont regroupés au sein d'un seul groupe. Les équipes jouent un match contre chacune des autres équipes. Le premier de la poule est déclaré vainqueur de la Coupe Spengler.

## Résultats des matchs et classement
| Clt   | Équipe                  | PJ | V | D | N | BP | BC | Pts |
| ----- | ----------------------- | -- | - | - | - | -- | -- | --- |
| +001, | Spartak Moscou          | 4  | 4 | 0 | 0 | 27 | 9  | 8   |
| +002, | HC Davos                | 4  | 2 | 2 | 0 | 18 | 11 | 4   |
| +003, | Cologne EC              | 4  | 2 | 2 | 0 | 19 | 22 | 4   |
| +004, | TJ Vítkovice            | 4  | 2 | 2 | 0 | 13 | 16 | 4   |
| +005, | Université du Minnesota | 4  | 0 | 4 | 0 | 14 | 27 | 0   |

- Vainqueur de la compétition